# Romántico también
Romántico también es un álbum de Héctor Ulloa, publicado en 1982 por Discos Orbe y R.T.I Producciones.  Fue grabado en Grabar estudios en Bogotá.  Con la producción de Eduardo Cabas.  
El álbum se grabó para promocionar Don Chinche.

## Historia
Durante el un rotundo éxito de la serie Don Chinche.  R.T.I Producciones y Discos Orbe produjeron un disco con el fin de promocionar la serie.  El disco está cantado en su mayoría por Héctor Ulloa, con la colaboración de Hernando Casanova y Gloria Gómez en algunas canciones.

## Lista de canciones
Lado A

| N.º | Título                                            | Escritor(es)        | Duración |  |
| 1.  | «Osito de felpa»                                  | Mario Cavagnaro     | 0:00     |  |
| 2.  | «Aunque me duela»                                 | Héctor Ulloa        | 0:00     |  |
| 3.  | «Tu me acostumbraste»                             | Franck Domínguez    | 0:00     |  |
| 4.  | «Oye (Canta Hernando Casanova»                    | (D.R.A)             | 2:16     |  |
| 5.  | «Popurrí caribe: Seré feliz cuando tu me quieras» | Adolfo Guzmán       | 0:00     |  |
| 6.  | «Tu mi delirio»                                   | Franck Domínguez    | 0:00     |  |
| 7.  | «Me faltas tú»                                    | José Antonio Mendez | 0:00     |  |
| 8.  | «Inolvidable»                                     | Julio Gutiérrez     | 0:00     |  |
| 9.  | «Desvelo de amor»                                 | Rafael Hernández    | 0:00     |  |

Lado B

| N.º | Título                                                  | Escritor(es)        | Duración |  |
| 1.  | «Cinco Centavitos»                                      | Héctor Ulloa        | 2:40     |  |
| 2.  | «Amiga o amante»                                        | Héctor Ulloa        | 0:00     |  |
| 3.  | «Grande grande»                                         | A Testa - Tenyrenis | 0:00     |  |
| 4.  | «Somos Novios (Canta Hernando Casanova y Gloria Gómez)» | Armando Manzanero   | 2:16     |  |
| 5.  | «Lo sé (Canta Hernando Casanova)»                       | Dock Glasser        | 0:00     |  |
| 6.  | «Potpurri sur: Niebla del riachuelo»                    | Covian-Cadicamo     | 0:00     |  |
| 7.  | «Cuando voy por la calle»                               | Jaime R. Echeverría | 0:00     |  |
| 8.  | «El arriero va»                                         | Atahualpa Yupanqui  | 0:00     |  |
| 9.  | «Qué será de ti»                                        | (D.R.A)             | 0:00     |  |
| 10. | «Por un camino largo»                                   | Héctor Ulloa        | 0:00     |  |

## Miembros
Músicos
- Héctor Ulloa: voz
- Hernando Casanova: voz
- Gloria Gómez: voz

Producción
- Eduardo Cabas, productor
- Antonio Velásquez, Arreglos orquestales
- Álvaro Ortiz, Arreglos orquestales